# Singhbhum Mobile Belt

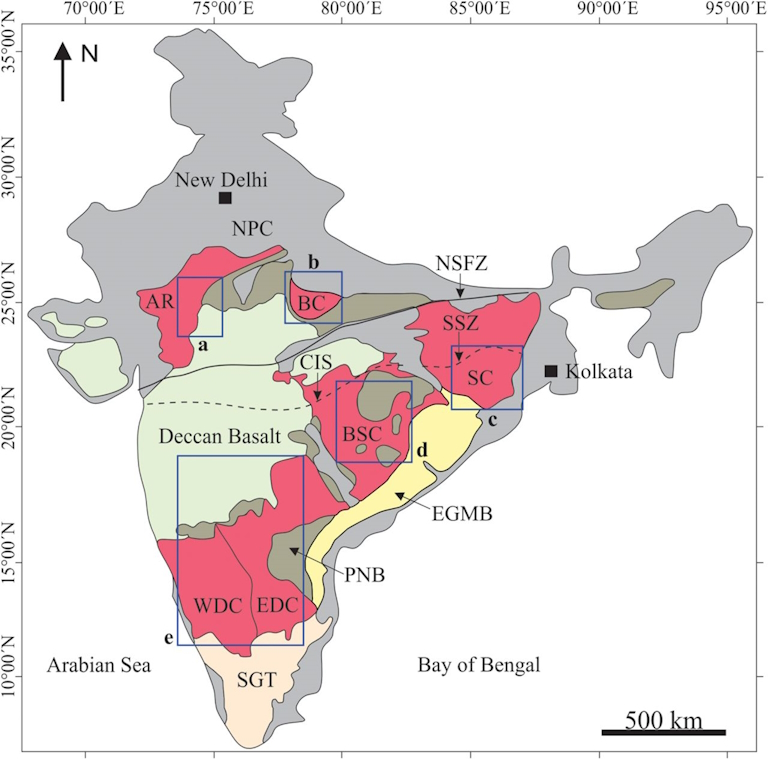
Lage des Singhbhum-Kratons mit der Singhbhum Shear Zone (SSZ)

Der Singhbhum Mobile Belt (SMB), auch Nördlicher Singhbhum Mobile Belt (NSMB) genannt, ist ein paläoproterozoischer orogener Gürtel im nordöstlichen Bereich des indischen Subkontinents, wo er einen ungefähr 200 Kilometer bogenförmigen langen in östlicher-westlicher-Richtung entlang des nördlichen, östlichen und westlichen Randes des Singhbhum-Kratons mit der Iron Ore Group bildet. Die Singhbhum Scherzone (SSZ) trennt den SMB vom Singhbhum-Kraton, während die Tamar-Porapahar-Scherzone die tektonische Grenze zum nördlich liegenden Chotanagpur-Gneiskomplex bildet. Die geologisch-tektonische Entwicklung erfolgte im Paläoarchaikum zwischen ca. 2800 und 1000 mya.

## Regionale Geologie

Geologische Karte des Singhbhum-Kratons mit dem Singhbhum Mobile Belt (NSMB) mit der Singhbhum-Gruppe (grau markiert), der Dalma-Vulkanit-Suite (grün markiert) und den Granit-Suiten (rot und weiß markiert)

Der Singhbhum Mobile Belt besteht aus vielfach gefalteten suprakrustalen Gesteinskomplexen, die sich über dem Grundgebirge mit einem Tonalit-Trondhjemit-Granodiorit-TTG-Komplex des Singhbhum-Kratons bildete. Frühere Hypothesen besagen, das sich der SMB in einem küstennahen Dehnungsregime (syn-Rift) mit Sedimentbecken oder Subbecken mit Schelfsedimentansammlungen entwickelt hat, die ohne stratigraphischen Bruch im Norden des Singhbhum-Kraton abgelagert wurden. Neuere Betrachtungen negieren dies und befürworten die Subduktion des Chotanagpur-Gneiskomplexes unter den Singhbhum-Kraton und Ausbildung eines aktiven Inselbogens mit Backarc-Becken und Forearc-Becken sowie eines Vulkangürtels.
Verfügbare radiometrische Altersdaten des SMB datieren zwischen ca. 2800 und 1000 mya. Metamorphe Überprägungen und Deformationen ereigneten sich zwischen 2500 und 1000 mya. Die Singhbhum-Scherzone bildete sich vor etwa 2600 mya mit Reaktivierungen von etwa 2200 bis 1000 mya.

## Lithostratigraphie
Die 9000 m bis 11.500 m mächtige Gesteinsabfolge vom Singhbhum Mobile Belt kann in fünf quasiparallele Bereiche eingeteilt werden: die südlich der Tamar-Porapahar-Scherzone liegende nördliche Dhalbhum-Formation mit metasedimentären Gesteinen, die südlich angrenzende Dalma-Metavulkanit-Suite, die südlich anschließende Chaibasa-Formation und die Singhbhum-Scherzone. Zudem entstanden zahlreiche Granitkörper, wie der Soda-Granit der Arkasani-Granophyre, der Barabazar-Granit, der Kuilapal-Granitgneis sowie die felsischen Vulkanite von Ankro und Chandil.
Die Chaibasa-Formation und die Dhalbhum-Formation bilden die Singhbhum-Gruppe, Die Erstere ist die basale Formation, die andere liegt zuoberst. Die Paläostromdaten bzw. die Strukturen der Sedimente deuten darauf hin, dass die Sedimente aus einer granitischen Quelle im Süden stammen, und der Singhbhum-Kraton die wahrscheinliche Quelle war. Die Dalma-Metavulkanit-Suite befindet sich zwischen diesen Formationen. Die Dhalbhum-Formation umfasst Phyllite, Tuffphyllite, Glimmerschiefer, Quarzite und doritische Dykes. Die Chaibasa-Formation erstreckt sich südlich der Dalma-Metavulkanit-Suite bis zur Singhbhum-Scherzone. Deren Abfolge besteht aus Glimmerschiefern, die oft granathaltig sind und zahlreiche Bänder mit Amphibolit-Fazies aufweisen. Die Singhbhum-Gruppe wird von den Dalma-Metavulkanit-Suite überlagert, Sie setzt sich zusammen aus Tonschiefer-Phylliten, kohlenstoffhaltigen Phyllit-Tuffe sowie ultramafische und tholeiitische Lavaströme.